# 정상결전
“정상결전(정상전쟁)"은 원피스에 등장하는 가상의 전투이다. 이 전투는 흰 수염(에드워드 뉴게이트)의 부하 포트거스 D. 에이스가 체포되고, 공개처형 선고를 받으면서 시작되었다. 원피스 세계관 전체를 통틀어 가장 큰 규모의 전투이며 전투 후에도 엄청난 여파로 인해 지진이 일어났다

## 진행과정
해군측은 모든 병력이 소령 이상의 장교들로만 이루어졌다. 에드워드 뉴게이트가 해군에게 잡혀 사형을 언도받은 포트거스 D. 에이스를 구출하기 위해 해군본부를 쳐들어가자 해군본부측에서는 이에 맞서 칠무해가 선봉장으로 나와서 첫 대결을 시작했다. 에드워드 뉴게이트는 고령에 건강상태가 매우 나빴기 때문에 언제 쓰러져도 이상할 게 없는 상황이었다. 그러나 흰 수염(에드워드 뉴게이트)은 개의치 않고 전투를 지휘했다. 그러던 중 아카이누의 계락에 넘어간 산하 해적 중 한 명인 스쿼드의 칼에 흰 수염이 심각한 부상을 입고 만다. 하지만 흰 수염은 스쿼드를 용서하고 스스로 전투에 나서기 시작한다. 3대장과 여러 중장들의 공격이 흰 수염에게 집중되었지만 흰 수염은 모든 공격을 견뎌내며 전장을 휘저었다. 이 과정에서 에드워드 뉴게이트는 놀라운 맷집을 보여주는데 수십발의 대포알, 수백발의 총알 및 수백번의 칼질을 맞고도 버텨내는 저력을 과시했다.
칠무해 보아 행콕의 도움으로 몽키 D. 루피는 에이스의 구출에 성공한다. 이에 흰 수염은 부하 전원에게 퇴각 명령을 내리고 단신으로 마린포드에 남아 싸우기로 한다.
그러나 아카이누의 도발에 넘어간 에이스가 아카이누에게 살해당하고, 임펠 다운에 침입한 후 소식이 없던 검은 수염 해적단이 갑자기 나타나 흰 수염을 살해한 뒤 선장 마샬 D. 티치가 흰 수염의 능력을 흡수해 버린다.
한편 아카이누는 루피까지 제거할 요량으로 끝까지 루피와 징베를 추격했으나, 때마침 나타난 하트 해적단에 의해 루피와 징베를 놓치고 만다. 그리고 샹크스의 빨간 머리 해적단이 나타나 전쟁을 종결시키고, 흰 수염과 에이스의 시신은 빨간 머리 해적단에 의해 발인되었다.

## 결과와 영향
- 흰 수염 해적단: 에드워드 뉴게이트가 죽은 뒤 1번대 대장 마르코를 중심으로 활동을 이어오고 있는 것으로 알려졌다. 이후 새로운 사황의 일각으로 마샬 D. 티치가 이끄는 검은 수염 해적단이 신세계를 접수하게 되었다.
- (에드워드 뉴게이트의 아들이라 자칭하는) 에드워드 위블: 칠무해로 임명되었다. 자신이 아버지라고 생각하는 사람을 죽인 자들의 수하로 들어간 셈이다.
- 버기: 이 전투의 가장 큰 수혜자로, 별 능력이 없는 버기는 사황 및 로저와의 관계가 밝혀지고 정부의 임펠 다운 탈옥수 관리 목적을 위해 졸지에 칠무해로 임명되었다.
- 해군의 변화: 비록 이 전투에서 승리하긴 했으나 피해도 막심했다. 결국 중급장교는 장성급으로, 부사관 및 하급장교는 대령으로 진급하는 매우 파격에 가까운 인사조치를 단행했다. 정상 결전 이후 자신은 노병이라며 센고쿠 원수는 원수직에서 물러났으며 센고쿠가 물러나면서 센고쿠의 추천과 부하 해군들에게 신뢰가 두터운 아오키지와 무지막지한 인격을 가졌고 세계정부 측의 추천을 받은 아카이누가 대결을 했다. 10일 밤낮을 가리지 않고 계속된 펑크하자드에서의 싸움에서 아카이누가 승리를 거두었고 아카이누는 원수로 승진했다. 반면 패배한 아오키지는 해군에서 제대했다. 싸움터가 된 펑크하자드는 두 실력자들에 의해 지형 자체가 뒤바뀌었는데 한쪽은 아카이누에 의해 불지옥이 되었으며 다른 한쪽은 아오키지에 의해 얼음지옥이 되었다. 또한 두 실력자들이 어찌나 살벌하게 싸웠는지 아카이누는 어깨가 잘려서 봉합수술을 받아야 할 정도였고 아오키지는 이 싸움으로 인해 한쪽 다리가 잘렸다.
- 센고쿠와 쿠잔: 센고쿠는 물러난 뒤에 새로운 해군을 육성하는 교관들 중 총책임자로, 아오키지는 검은 수염 해적단에 합류한 것으로 보인다.
- 에드워드 뉴게이트의 사후 흰 수염이 관리·보호하던 섬과 구역들: 온갖 해적들에게 침략당했다. 그 중 하나인 어인섬은 징베의 도움으로 사황 중 한 명인 샬롯 링링에게 매달 10톤의 과자를 주는 대신 해적기를 빌릴 수 있게 되었다.
- 세계정부: 이 전투 이후로 징병제를 실시했다. 새로운 대장인 료쿠규와 후지토라는 징병제로 들어온 대장으로, 후지토라는 해군 대장이 되기 전 다른 세력에 소속되어 있다고 알려져있다.